# 牧夫座λ型星
牧夫座λ型星是表面層鐵峰頂元素異常低的一種特殊恆星。一個可能的解釋是，這是從它金屬低的星周盤吸積的結果。它的原型是牧夫座λ星。